# غارب الماء (قفل شمر)

تعديل مصدري - تعديل

غارب الماء هي إحدى قرى عزلة بني جل بمديرية قفل شمر التابعة لمحافظة حجة، بلغ تعداد سكانها 214 نسمة حسب تعداد اليمن لعام 2004.